# 羅伊·阿瑪拉
羅伊·查爾斯·阿瑪拉 （英語：Roy Charles Amara， 1925年4月7日—2007年12月31日），是美国研究人员、科学家、未来主义者以及未來學會（Institute for the Future；IFTF）會長，擁有管理学学士学位、藝術與科學硕士学位以及系统工程博士学位。因提出與技术影響相關的阿瑪拉定律而聞名於世，曾工作於史丹福研究院。

## 阿瑪拉定律
他所提出关于技术影響的预测格言被称为阿瑪拉定律，該定律指出：
我們傾向於高估一項技術的短期影響，而低估其長期影響。

该定律已被用於解释纳米技术。

## 精选书目

### 图书
- Amara, Roy; Boucher, Wayne I. National Science Foundation , 编. . Washington, D.C.: General Post Office. 1977. OCLC 3200105.
- Amara, Roy; Lipinski, Andrew J. . New York: Pergamon Press. 1983. ISBN 9780080275451.
- Amara, Roy; Morrison, J. Ian; Schmid, Gregory. . Washington, D.C.: McGraw-Hill, Healthcare Information Center. 1988. ISBN 9780070013841.
- Amara, Roy; Institute for the future.  2nd. Hoboken, New Jersey: John Wiley & Sons. 2003. ISBN 9780470932513.